# الهيئة العامة للعقار
الهيئة العامة للعقار  هي هيئة سعودية أنشئت في 25 / 4 / 1438 هـ بموجب قرار مجلس الوزراء رقم (239)، وتُعنى هذه الهيئة بكل ما يتعلق بنشاط العقارغير الحكومي، ووضع المعايير له والإشراف عليه، كما أن لها شخصية استقلالية.

## تاريخ الهيئة
في يوليو 2024م أطلقت الهيئة العامة للعقار هويتها البصرية الجديدة، وتنبثق من الهوية الوطنية والثقافية والمعمارية السعودية.

## مهام الهيئة
- وضع المعايير للأنشطة العقارية وترخيصها والإشراف عليها.[3]
- تشجيع الاستثمار وتوفير البيئة المناسبة للمنافسة العادلة في هذا المجال.
- مع الجهات المعنية لضمان تكامل البنى التحتية للعقارات وتحقيق الأهداف والسياسات والاستراتيجيات الوطنية ذات العلاقة.
- العمل على نشر الوعي بأنظمة القطاع العقاري وأنشطته.
- مراقبة مؤشرات القطاع العقاري بما يحقق له الاستقرار والتوازن.
- متابعة تنفيذ الاتفاقيات ذات الصلة بالأنشطة العقارية المبرمة بين المملكة والدول الأخرى.
- تفعيل التدريب والتأهيل للمرخّص لهم بمزاولة الأنشطة العقارية.
- إجراء الأبحاث والدراسات والإحصاءات في هذا المجال.[4]
- وضع الضوابط اللازمة لتنظيم الإعلانات العقارية ومراقبتها.
- إنشاء بوابة إلكترونية تحتوي على قواعد المعلومات العقارية مع تحديثها دورياً وإتاحتها.[5]

## أعضاء مجلس الإدارة
- ماجد بن عبدالله الحقيل - رئيسُا لمجلس الإدارة
- عبد الله بن سعود الحماد - الرئيس التنفيذي للهيئة
- الدكتور محمد بن يحي آل صايل - عضوًا
- عبدالرحمن بن عبد الله الطويل - عضوًا
- الشيخ محمد بن عبدالله العياف عضواً
- المهندس طارق بن عبد الله الشهيب - عضوًا
- راكان بن عبدالله آل الشيخ - عضوًا
- فهد بن منصور الهاشم - عضوًا
- الأستاذ هاني بن عبدالله أبو النجا عضواً
- الأستاذ عجلان بن عبد العزيز العجلان عضواً
- الأستاذ عبد العزيز بن محمد السبيعي عضواً
- الدكتور بدر بن إبراهيم بن سعيدان عضواً.[6]

## روابط خارجية
- الهيئة العامة للعقار(الموقع الرسمي).